# 田内学
田内 学（たうち まなぶ、1978年 - ）は、日本の作家。ゴールドマン・サックスの金融トレーダーを経て、金融教育に関する著作を出版している。お金の向こう研究所代表。

## 経歴
1978年、兵庫県出身。灘中学校・高等学校を経て、2001年東京大学工学部機械情報工学科卒業。2003年東京大学大学院情報工学系研究科修士課程修了。2003年ゴールドマン・サックス証券株式会社に入社、トレーダーとして活躍し2019年に退職。
お金の教養小説「きみのお金は誰のため」は「読者が選ぶビジネス書グランプリ2024」総合グランプリを取得した。

## 人物
- 茨城県で蕎麦屋を営む父親の元で育つ。受験のために上京した従兄弟が下宿してバイトしながら浪人する姿に影響を受ける。中卒の父親に東大に入るように教育され、小学校4年時に日本最難関で、東大に一番近いと言われる灘中学校・高等学校に進学するため神戸市に転居。浜学園に通い灘中学校に合格する[5]。
- 高校生で読んだ「銀河英雄伝説」で、世界を俯瞰して両側から見る視点を学ぶ[6]。
- 東大1年生のときプログラミングを独習し、日本初SNSを作った株式会社ガーラでアルバイトをする[7]。
- 東大在学時に国際大学対抗プログラミングコンテストアジア大会で入賞。
- ゴールドマン・サックス証券の金利トレーダー時に、仕事に疲れ休職していたが漫画「ドラゴン桜」「宇宙兄弟」の編集者を務めた高校の1年後輩の佐渡島庸平を紹介され本を書くために退社する。彼を自分の車で送迎し本の構想を練り、noteの執筆も開始する。「ドラゴン桜2」の編集アドバイザー、高校の社会科教科書「公共」の執筆を行う[8][9]。
- 佐渡島庸平に本を執筆する前に言われた「安倍さんにだって伝わります」をずっと心に留めておいた[10]が、後に安倍晋三が出席する勉強会に講師として登壇した[11]。
- 「きみのお金は誰のため」の初稿を書き上げた際に、佐渡島庸平より最初から書き上げたら更に良くなるのではないかと助言され、一から書き直した[11]。また、書き上げた部分を自分の子どもに読ませ、分かりにくい表現などの指摘を受けたと語っている[12]。
- 一番大切にしているものは家族、子ども[11]。

## 著書

### 単著
- 田内学『君のお金は誰のため』東洋経済新報社、2023年10月18日。ISBN 978-4492047354。
- 田内学『お金のむこうに人がいる 元ゴールドマン・サックス金利トレーダーが書いた 予備知識のいらない経済新入門』ダイヤモンド社、2021年9月29日。ISBN 978-4478113721。
- 田内学『10才から知っておきたい 新しいお金のはなし』ナツメ社、2023年9月14日。ISBN 978-4816374371。

### 共著
- 三田紀房; 田内学; 今谷鉄柱『インベスター Z 番外編 『人生を変える！令和の投資教育』』コルク、2023年3月1日。